# Следващо утро над родината
Следващо утро над родината е български документално-игрален късометражен филм от 1997 г. Сценарист, режисьор, оператор и продуцент на филма е Иван Трайков. Това е съвременна постсоциалистическа реплика на култовия български игрален филм Утро над родината, възхваляващ бригадирското движение по време на комунизма през 50-те години на ХХ век.
Филмът е черно-бял с откъслечни кадри, в които „изплуват“ отделни цветни елементи. Музиката е в стил електро-идъстриъл и е композирана от Благой Димитров и формация TRIБUNAL Project.

## Участия на фестивали
- Евро Ъндърграунд София 1997;
- Unimovie Pescara 1999 /Italy;
- Work stations: Arbeit im film, Graz 2000 /Austria;
- Recontres internationales Henri Langlois, Poitiers 2000 /France;
- Media School, Lodz 2000 /Poland;
- Internationale Kurzfilmtage Oberhausen 2002 /Deutschland (Германия).

## Награди
- Награда за най-добър документален филм на международния студентски фестивал Униарт Благоевград ’98.[1]
- Голяма награда за най-добър филм на Артвизия Плевен ’98.